# Sibaa
Sbaa, Hama (tiếng Ả Rập: سباع) là một ngôi làng Syria nằm ở phó huyện Salamiyah thuộc huyện Salamiyah, Hama. Theo Cục Thống kê Trung ương Syria (CBS), Sbaa, Hama có dân số 791 người trong cuộc điều tra dân số năm 2004.